# José Martínez de Velasco
José Martínez de Velasco y Escolar (Madrid, 16 de juny de 1875 - Madrid, 23 d'agost de 1936) va ser un advocat i polític espanyol. Va ser lletrat del Consell d'Estat. Durant la Segona República va ser Ministre d'Estat i president de la gestora de l'ajuntament de Madrid en ser dissolta la corporació després de la Revolució d'octubre de 1934. Va morir assassinat al començament de la Guerra Civil espanyola, vícitima de la repressió republicana.

## Restauració
Durant el regnat d'Alfons XIII va ser membre del Partit Republicà Liberal Demòcrata de Melquíades Álvarez. Va ser diputat a Corts, senador del Regne i sotssecretari del Ministeri de Gracia i Justícia.

## Partit Agrari
En les Corts Constituents es van fer notar, per la seva actuació en el si de la Minoria Agrària, els qui haurien de ser els seus principals dirigents: Antonio Royo Villanova, cèlebre per la seva tancada oposició a l'Estatut d'autonomia de Catalunya de 1932; José María Cid Ruiz-Zorrilla, tenaç opositor a la llei de Reforma Agrària; i José Martínez de Velasco, president, en aquell temps, d'aquesta minoria, convertida en baluard combatiu de les diverses dretes no republicanes.
Va intervenir en el debat sobre la qüestió religiosa en la Constitució de 1931 per oposar-se a la declaració del laïcisme de l'Estat i a la dissolució dels ordes religiosos i la nacionalització dels seus béns establerta en l'article 24 del projecte de la Comissió de Constitució (article 26 en la redacció final) el propòsit de la qual és, segons Martínez de Velasco, "descatolitzar Espanya". Així mateix es va oposar a l'escola única i laica, al divorci per anar en contra del "concepte que sempre s'ha tingut de la família en el solar espanyol", i també a la "igualtat absoluta de drets per a tots els fills nascuts dins i fora del matrimoni, perquè imagineu-vos si seria possible que cap dona, que tingués el menor sentit de la seva dignitat, tolerés que, després d'aprovada la Constitució, es presentés un bon dia el seu marit, seguit de la prole que va engendrar la seva concupiscència i la seva infidelitat, i que sense caldre-li més raons, adoptés la resolució de separar-se d'ell". Va concloure la seva intervenció dient:
| « | La Constitució ha de ser elaborada, com a Poder constituent, per tots aquells factors que integren la Nació. Una Constitució que no reuneix aquestes condicions, no serà una Constitució democràtica, serà una Constitució tirànica | » |

Després de la proclamació de la Segona República, el 1931, va reorganitzar el Partit Agrari, amb el qual va ser elegit diputat en les Corts Constituents per Burgos. Va reunir diversos grups sota el lema "Religió, família i propietat". A les eleccions de 1933 va tornar a ser elegit diputat i va ser nomenat vicepresident de les Corts Espanyoles.
El 1934 va ser president de la gestora de l'ajuntament de Madrid durant uns dies, després de la destitució de Pedro Rico López, a conseqüència de la Revolució d'octubre de 1934

## Ministre en la Segona República
Va ser ministre sense cartera en un govern de Alejandro Lerroux entre (4 d'octubre de 1934 al 3 d'abril de 1935). Va ser posteriorment ministre d'Indústria, Comerç i Agricultura amb Joaquín Chapaprieta Torregrosa (25 de setembre a 29 d'octubre de 1935) i ministre d'Estat (Afers exteriors) amb Joaquín Chapaprieta Torregrosa (29 d'octubre a 14 de desembre de 1935). En la culminació de la seva carrera política, el 10 de desembre de 1935, rep encàrrec del President de la República per formar govern, però desisteix per rebre la cartera de Ministre d'Estat al govern de Manuel Portela Valladares, format el 14 de desembre de 1935 fins al 30 del mateix mes.

## Últims dies
En declarar-se la Guerra Civil espanyola va ser detingut per milicians republicans i portat pres a la Presó Model de Madrid, on sense judici ni causa va ser assassinat el 23 d'agost de 1936 al costat de Melquíades Álvarez, Manuel Rico Avello, Fernando Primo de Rivera i Julio Ruiz de Alda. Està enterrat al cementiri d'Aranda de Duero, on tenia el seu feu polític i d'on era la seva esposa, Josefina Arias de Miranda.